# (32335) 2000 QO82
2000 QO82 (asteroide 32335) é um asteroide da cintura principal. Possui uma excentricidade de 0.03489370 e uma inclinação de 2.51693º.
Este asteroide foi descoberto no dia 24 de agosto de 2000 por LINEAR em Socorro.